# 道化恐怖症

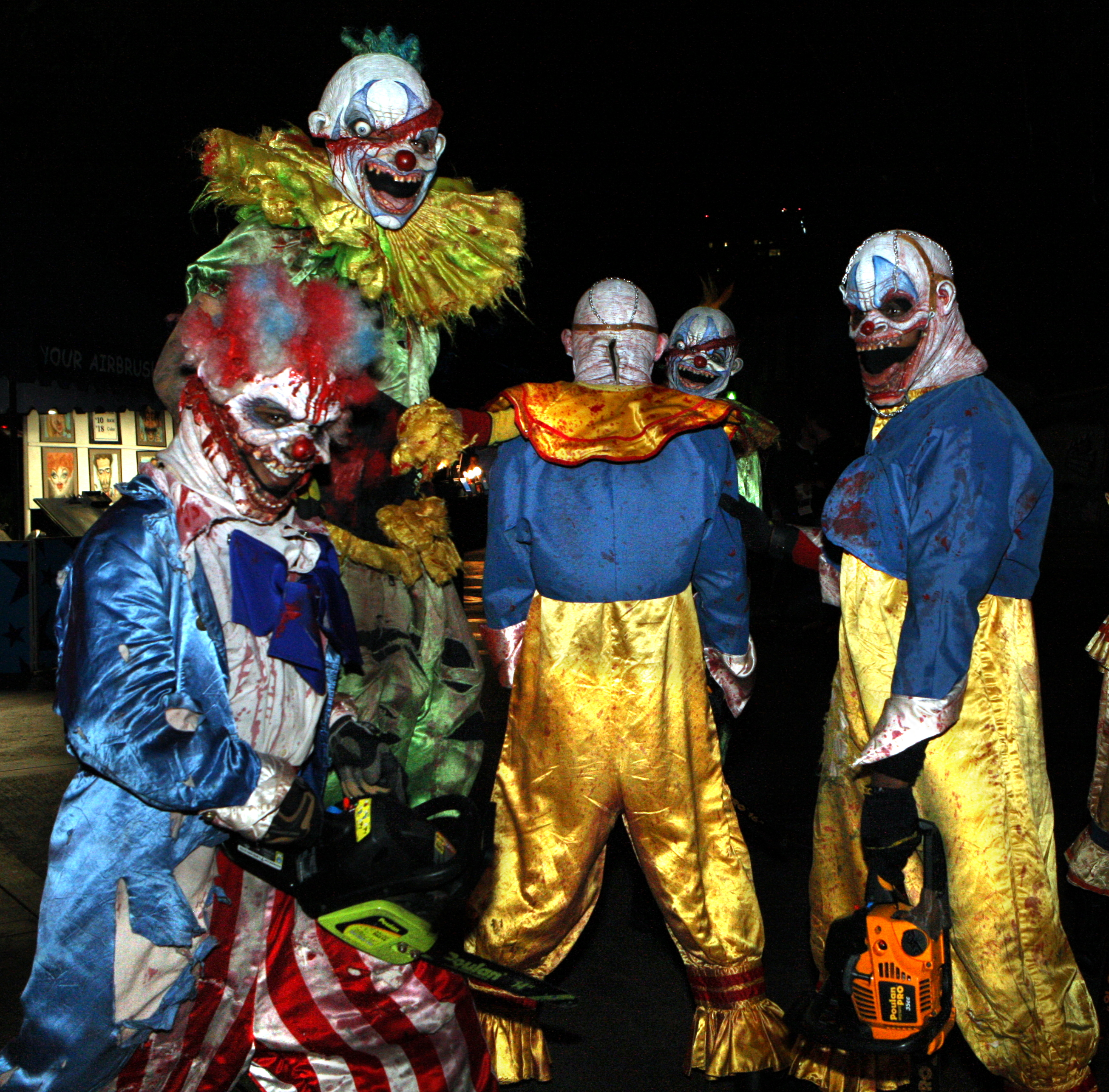
2008年のユニバーサル・スタジオプロの開発者会議で「邪悪なピエロ」に身を包んだ人々のグループ。

道化恐怖症（どうけきょうふしょう、英: Coulrophobia）は、恐怖症のひとつ。メーキャップしたピエロを見ると、本来ゆかいなおどけものを象徴したそのキャラクターに対して極めて恐怖感を覚える病的な心理。ピエロ恐怖症、クラウン恐怖症。英語表記をカナ転記したコルロフォビアも用いられる。
道化恐怖症は、いわゆる精神科医の手助けが必要な不安障害などとは異なる。恐怖感を感じる理由として「メーキャップされた顔からは、感情を読み取ることが出来ないから」「欧米ではサーカスが身近で、物心付く前、なんにでも恐怖を感じる年齢の時にピエロを見るから」「バットマンのジョーカーなど、ピエロの一般イメージを逆手にとって、逆に悪役パターンが多く、そのイメージが定着した」などの説がある。ジョニー・デップもこの恐怖に襲われており、克服のためにあえてピエロの人形を家に置いている。